# 小松海水浴場
小松海水浴場（こまつかいすいよくじょう、英語: Komatsu Beach）は、徳島県徳島市川内町の吉野川河口近くの小松海岸にある海水浴場である。
例年7月中旬 - 8月15日にオープンしており監視員が監視業務を行う遊泳時間は10:00 - 17:00である。
徳島市中心部にあるJR徳島駅より車で約20分とアクセスも良好であり、海水浴シーズンにはビーチに設けられた特設会場でBEACH QUEENコンテストなどさまざまなイベントが開催される。

## ビーチ概要
- 海岸分類：砂浜海岸
- 水質：適AA（2011年現在）
- 海底勾配：1/27 - 1/34
- 遊泳区域：延長200m×幅員100m

## パーキングおよび施設
- 駐車場
  - 収容台数：600台（無料）
- 更衣室兼シャワー室
  - 8基、露天シャワー4基（無料）
- 海の家
  - 7店舗（食堂・休憩所・更衣室・シャワー・トイレ）
- 公衆トイレ
  - 男女兼用トイレ：8ヶ所
  - 多目的トイレ：1ヶ所
- 管理棟
  - 本部案内所・看護師詰所・監視員控室
- 監視棟
- 芝生広場
- 多目的運動広場

## 交通アクセス

### 自動車
- JR徳島駅より車で約20分。
- 徳島自動車道徳島ICより車で約10分。
- 高松自動車道・神戸淡路鳴門自動車道鳴門ICより国道11号を経由して車で約40分
- 徳島阿波おどり空港より車で約40分

### 公共交通機関
- JR徳島駅より徳島バス2番乗り場小松海岸行き約20分。

（海水浴シーズンに徳島バスJR徳島駅⇔小松海水浴場の臨時シャトルバスが一日4往復運行される。バス時刻表は徳島市公式ホームページ、徳島バスホームページで確認できる。運賃は大人片道330円）。